# Ella Veres
Ella Veres este o scriitoare, performer și artistă multi-media din România (în prezent locuind în New York) cu ascendență maghiară, română, romani și germană. 
După revoluția din 1989, s-a mutat în Budapesta, unde, în 1998, a obținut titlul de Master in Arte în studii americane la Centrul American pentru Jurnalism. Muțumită interesului ridicat de eseul Paradise On Sale publicat în The New York Times, ea a început să scrie editoriale pe siteul său Arhivat în 11 decembrie 2007, la Wayback Machine., urmate apoi de ficțiune și piese de teatru. În 1999 i s-a acordat Premiul pentru Piese de Teatru Lillian Hellman, pentru piesa Audition to "Mom! We Are Too White to Be Gypsies!" (Audiție la "Mamă! Noi suntem prea albi ca să fim țigani!"). În octombrie 1999, a apărut cea de-a treia piesă, No Sob Stories, Please! (Vă rog, fără istorii plângăcioase!), având drept subiect încăpăținarea prin care se pot depăși orori precum comunismul sau violul. 
În toamna lui 2000, a creat o expoziție permanentă despre ținutul rural natal, intitulată Farewell, My Transylvania! (Adio, Transilvania mea!), prezentată în presa americană, română și maghiară . 
În ianuarie 2002 i s-a conferit statutul de artist rezident la Bloomfield College. The Peasant Princess (Prințesa țărancă), o piesă muzicală bazată pe o poveste românească, a avut premiera în ianuarie 2004 la Montclair, în New Jersey. Tot la Montclair, în vara lui 2004, a prezentat colecția de monologuri Swimming Upstream (Înotând în amonte). 
În 2005, în colaborare cu artistul de sunete G-Stompz, a creat spectacolul multimedia Experiences of Milky Way, Born-Again Christians and Peacocks (Experiențe cu Calea Lactee, creștini neo-protestanți și păuni), o meditație despre spiritualitate, prezentat la Festivalul Teknoval din Ontario. In toamna lui 2005 și primăvara lui 2006 a prezentat publicului Fanging My Way Thru America (Prinzându-mi drumul meu prin America), o colecție de schițe si monologuri despre vampiri imigranți. A lucrat la un proiect multimedia, Burning Down The Shrine To My Batterer (Arzând altarul agresorului meu), care oferă idei neașteptate de îmbunătățire a situației în caz de violență familială, prezentat la Stage Left Studio (ca parte a Until The Violence Stops: NYC 2006 Festival) si la Summer Strawberry One-Act Festival. 
Ultima producție dramatică, Three Eco-Friendly Self-Propelled Clowns (Trei clovni ecologiști autopropulsați), a avut premiera pe 19 octombrie 2007 la Off-Off Broadway.
Pe 21 noiembrie 2007, a publicat articolul I Don’t Want To Be a Gypsy Anymore (Nu mai vreau să fiu țigancă) , atrăgând atenția asupra modului în care mulți imigranți est-europeni aduc cu ei în SUA atitudini rasiste.